# Мененські ворота
Мененські ворота (нід. Menenpoort) — пам'ятник в бельгійському місті Іпр, присвячений пам'яті солдатів та офіцерів військ Антанти, загиблих у боях Першої світової війни біля цього міста і тіла яких не були знайдені. Проект пам'ятника роботи Реджинальда Блумфілда, пам'ятник побудований на кошти уряду Великої Британії. Відкриття пам'ятника відбулося 24 липня 1927 року.

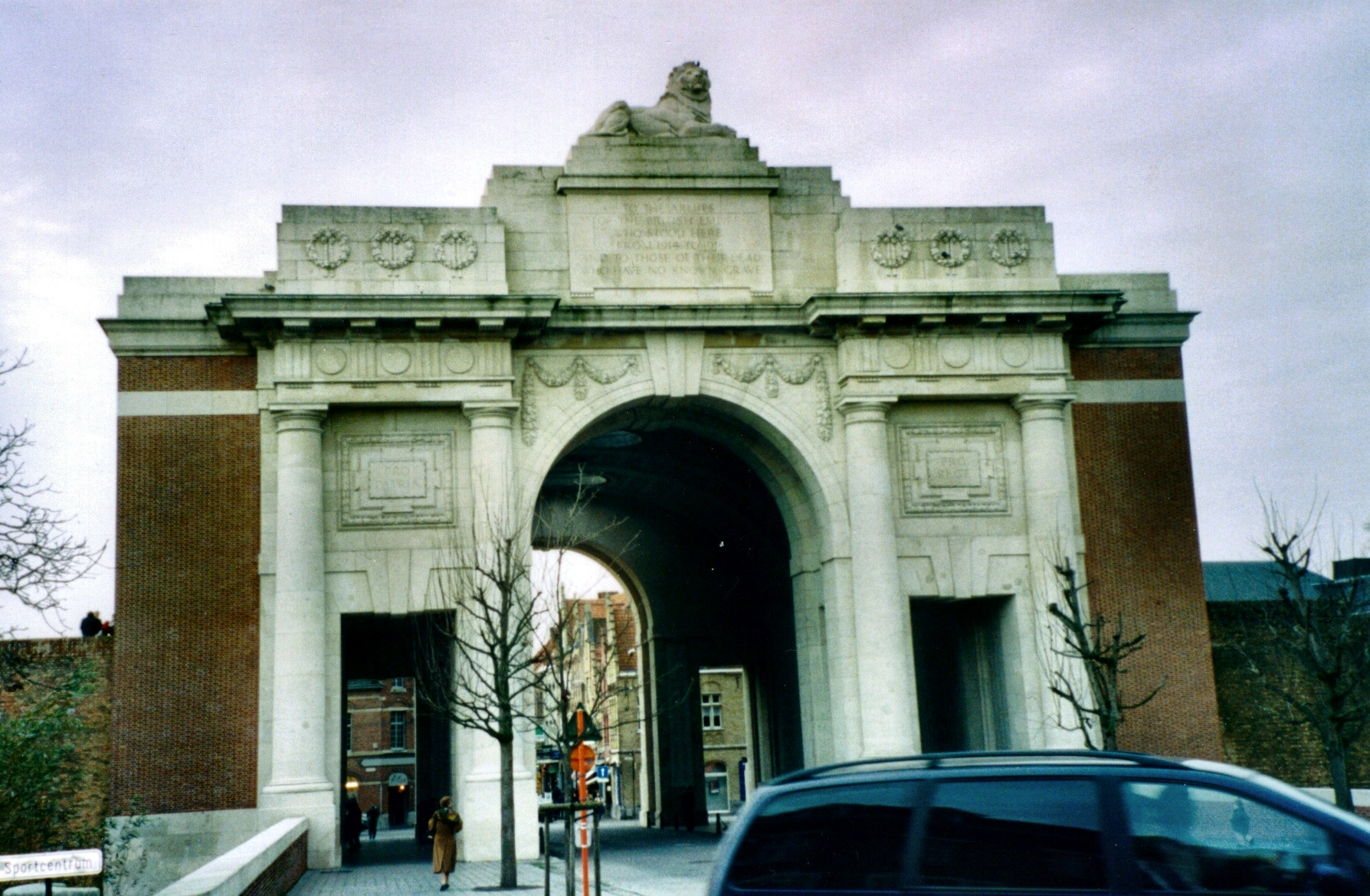
Мененські ворота

## Передісторія
В Середні століття, ворота на східній стороні міста Іпр називалися Hangoartpoort (poort означає голландською ворота). Іпр знаходився на перехресті торгових шляхів і, щоб убезпечити себе, був сильно укріплений. Головні роботи були завершені наприкінці XVII століття великим Вобаном. Ворота в східній частині міста отримали назву Мененських, оскільки через них проходила дорога до містечка Менен. На початку Першої світової війни ворота і фортечні стіни були зруйновані.
На початку війни Іпр опинився на стратегічному напрямку руху німецьких військ. Планом Шліффена передбачалася окупація Бельгії, але на їхньому шляху встали армії союзників. Більшу частину з них складали британці. Перші бої розгорнулися на схід від Мененських воріт. Практично всю війну бої за Іпр не вщухали, в них загинули сотні тисяч солдатів і офіцерів Антанти. Останки багатьох з них так і не були знайдені. І в наш час[коли?] при проведенні сільськогосподарських і дорожніх робіт знаходять останки загиблих на тій війні. Вперше під Іпром Німеччина застосувала хімічну зброю: в 1915 р. — хлор, в 1917 — гірчичний газ, який згодом отримав назву іприт.

## Історія

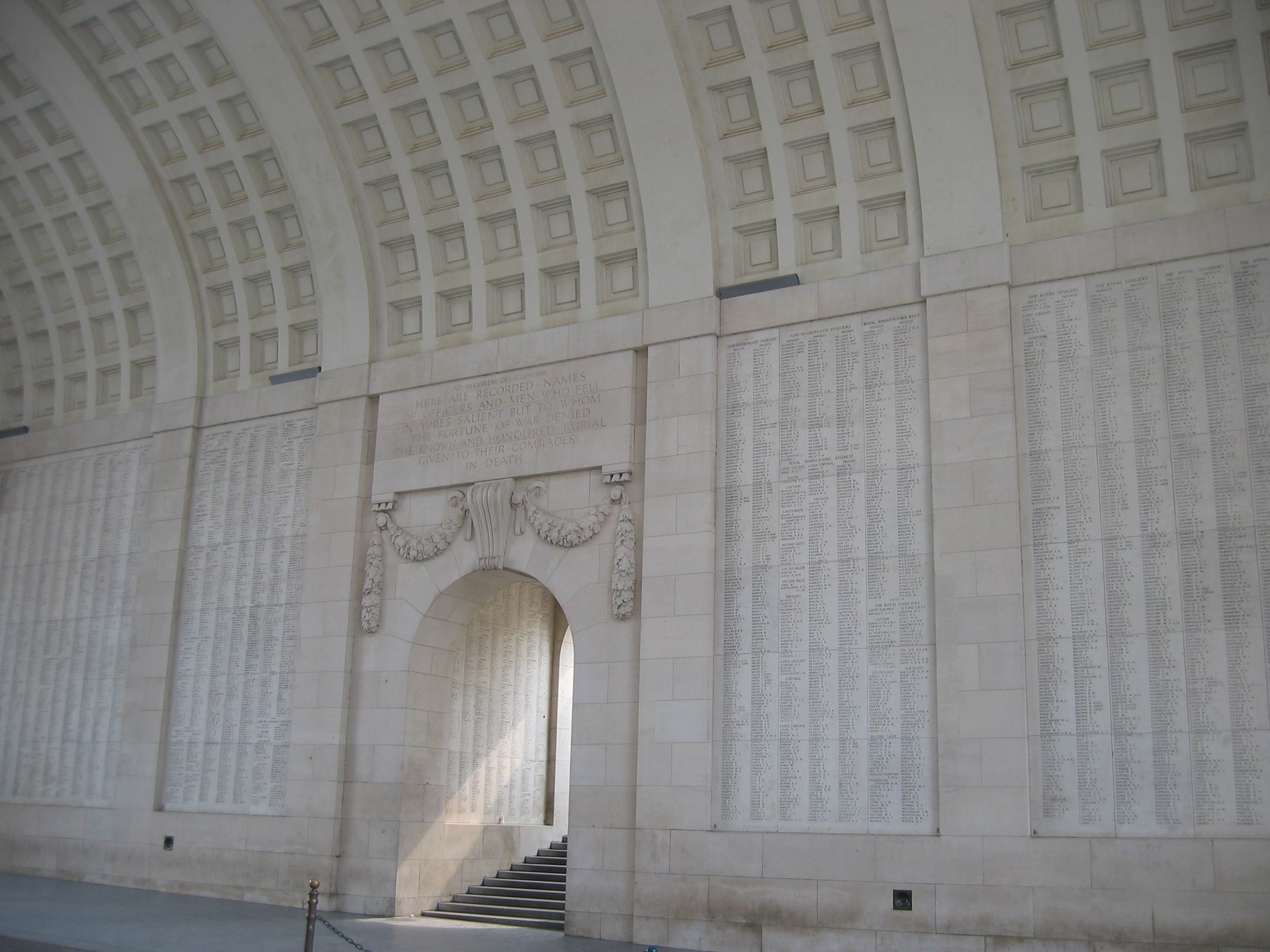
Мененські ворота. Таблички з іменами на стінах

В 1921 сер Реджинальд Блумфілд розробив проект пам'ятника солдатам і офіцерам, які загинули в боях за Іпр, тіла яких не були знайдені і поховані. Проект був арку з левом нагорі. Лев є не тільки символом Великої Британії, але і Фландрії.
На внутрішніх стінах арки були укріплені таблички з іменами 54 896 солдатів і офіцерів тіла яких не були знайдені. В ході будівництва арки з'ясувалося, що таких імен занадто багато, тому імена солдатів з Ньюфаундленда і Нової Зеландії були розміщені на окремих пам'ятках. Імена 34 984 солдатів зниклих безвісти після 15 серпня 1917 року були розміщені на Пам'ятнику зниклим безвісти.
24 травня 1927 відбулася церемонія відкриття пам'ятника, під час якої була виконана популярна маршова пісня британської армії It's a Long Way to Tipperary (Шлях далекий до Тіпперері). Відтоді в Іпрі склалася традиція: кожен день о 20.00 до воріт приходить трубач з місцевої пожежної частини і виконує сигнал відбою. Ця традиція була перервана тільки в роки Другої світової війни, коли місто було окуповано. Проте вона проводилася в Англії, в графстві Суррей на Бруквудському військовому кладовищі. У самому Іпрі вона була відновлена в перший же день після визволення міста, хоча в самому місті та поблизу ще відбувалися бої.